# تشنار (مقاطعة دورود)
تشنار (بالفارسية: چنار) هي قرية تقع في قسم دورود الريفي (مقاطعة دورود) في إيران. يقدر عدد سكانها بـ 151 نسمة بحسب إحصاء 2016.